# Rauno Sappinen
Rauno Sappinen (Tallinn, 1996. január 23. –) észt válogatott labdarúgó, a lengyel Stal Mielec csatárja kölcsönben a Piast Gliwice csapatától.

## Pályafutása

### Klubcsapatokban
Sappinen az észt fővárosban, Tallinnban született. Az ifjúsági pályafutását a Kotkas Juunior és a Mustamäe csapatában kezdte, majd a Flora akadémiájánál folytatta.
2013-ban mutatkozott be a Flora felnőtt keretében. 2018 és 2019 között a belga Beerschot, a holland Den Bosch és a szlovén Domžale csapatát erősítette kölcsönben. 2022. január 1-jén 3½ éves szerződést kötött a lengyel első osztályban érdekelt Piast Gliwice együttesével. Először a 2022. február 5-ei, Pogoń Szczecin ellen 2–0-ra elvesztett mérkőzésen lépett pályára. Első gólját 2022. október 15-én, szintén a Pogoń Szczecin ellen idegenben 1–1-es döntetlennel zárult találkozón szerezte meg. A 2022–23-as szezon második felében a Stal Mielecnél szerepelt kölcsönben.

### A válogatottban
Sappinen az U16-ostól az U21-esig több korosztályos válogatottban is képviselte Észtországot.
2015-ben debütált a felnőtt válogatottban. Először a 2015. november 11-ei, Grúzia ellen 3–0-ra megnyert mérkőzés 73. percében, Ats Purjet váltva lépett pályára. Első válogatott gólját 2016. november 20-án, Saint Kitts és Nevis ellen 1–1-es döntetlennel zárult barátságos mérkőzésen szerezte meg.

## Statisztikák
2023. február 17. szerint
| Klub                     | Szezon   | Osztály     | Bajnokság | Bajnokság | Kupa és Ligakupa | Kupa és Ligakupa | Nemzetközi | Nemzetközi | Összesen | Összesen |
| Klub                     | Szezon   | Osztály     | Meccs     | Gól       | Meccs            | Gól              | Meccs      | Gól        | Meccs    | Gól      |
| ------------------------ | -------- | ----------- | --------- | --------- | ---------------- | ---------------- | ---------- | ---------- | -------- | -------- |
| Piast Gliwice            | 2021–22  | Ekstraklasa | 8         | 0         | 1                | 0                | —          | —          | 9        | 0        |
| Piast Gliwice            | 2022–23  | Ekstraklasa | 11        | 1         | 2                | 0                | —          | —          | 13       | 1        |
| Piast Gliwice            | Összesen | Összesen    | 19        | 1         | 3                | 0                | 0          | 0          | 22       | 1        |
| Stal Mielec (kölcsönben) | 2022–23  | Ekstraklasa | 4         | 0         | 0                | 0                | —          | —          | 4        | 0        |
| Összesen                 | Összesen | Összesen    | 23        | 1         | 3                | 0                | 0          | 0          | 26       | 1        |

### A válogatottban
| Válogatott | Év       | Pályára lépés | Gól |
| ---------- | -------- | ------------- | --- |
| Észtország | 2015     | 2             | 0   |
| Észtország | 2016     | 9             | 1   |
| Észtország | 2017     | 5             | 1   |
| Észtország | 2018     | 2             | 0   |
| Észtország | 2019     | 7             | 0   |
| Észtország | 2020     | 7             | 4   |
| Észtország | 2021     | 11            | 2   |
| Észtország | 2022     | 6             | 2   |
| Összesen   | Összesen | 49            | 10  |

#### Góljai a válogatottban
| #  | Időpont              | Helyszín                                      | Ellenfél             | Gólok | Eredmény | Kiírás                              |
| -- | -------------------- | --------------------------------------------- | -------------------- | ----- | -------- | ----------------------------------- |
| 1  | 2016. november 19.   | Warner Park, Basseterre, Saint Kitts és Nevis | Saint Kitts és Nevis | 1–1   | 1–1      | Barátságos mérkőzés                 |
| 2  | 2017. november 12.   | Nemzeti Stadion, Ta’ Qali, Málta              | Málta                | 1–0   | 3–0      | Barátságos mérkőzés                 |
| 3  | 2020. október 11.    | A. Le Coq Aréna, Tallinn, Észtország          | Észak-Macedónia      | 1–1   | 3–3      | 2020–21-es Nemzetek Ligája (C liga) |
| 4  | 2020. október 11.    | A. Le Coq Aréna, Tallinn, Észtország          | Észak-Macedónia      | 2–1   | 3–3      | 2020–21-es Nemzetek Ligája (C liga) |
| 5  | 2020. október 14.    | A. Le Coq Aréna, Tallinn, Észtország          | Örményország         | 1–1   | 1–1      | 2020–21-es Nemzetek Ligája (C liga) |
| 6  | 2020. november 15.   | Toše Proeski Aréna, Szkopje, Észak-Macedónia  | Észak-Macedónia      | 1–1   | 1–2      | 2020–21-es Nemzetek Ligája (C liga) |
| 7  | 2021. március 24.    | Arena Lublin, Lublin, Lengyelország           | Csehország           | 1–0   | 2–6      | 2022-es VB-selejtező                |
| 8  | 2021. június 4.      | Olimpiai Stadion, Helsinki, Finnország        | Finnország           | 1–0   | 1–0      | Barátságos mérkőzés                 |
| 9  | 2022. szeptember 23. | A. Le Coq Aréna, Tallinn, Észtország          | Málta                | 1–0   | 2–1      | 2022–23-as Nemzetek Ligája (D liga) |
| 10 | 2022. szeptember 26. | Olimpiai Stadion, Serravalle, San Marino      | San Marino           | 3–0   | 4–0      | 2022–23-as Nemzetek Ligája (D liga) |

## Sikerei, díjai
Flora
- Meistriliiga
  - Bajnok (3): 2015, 2017, 2020

- Észt Kupa
  - Győztes (2): 2012–13, 2015–16

- Észt Szuperkupa
  - Győztes (3): 2014, 2016, 2021

Egyéni
- Az év észt labdarúgója: 2020, 2021
- Az év fiatal észt labdarúgója: 2015, 2018
- Meistriliiga – Az Év Játékosa: 2017
- Az észt első osztály gólkirálya: 2017 (27 góllal)